# Escritura semicursiva
La escritura semicursiva (en chino tradicional, 行書; en chino simplificado, 行书; pinyin, xǐngshū) es un estilo de caligrafía china que se desarrolló al final del período Han entre los siglos II y III, como un elemento básico para el uso diario en el ámbito privado.

## Historia

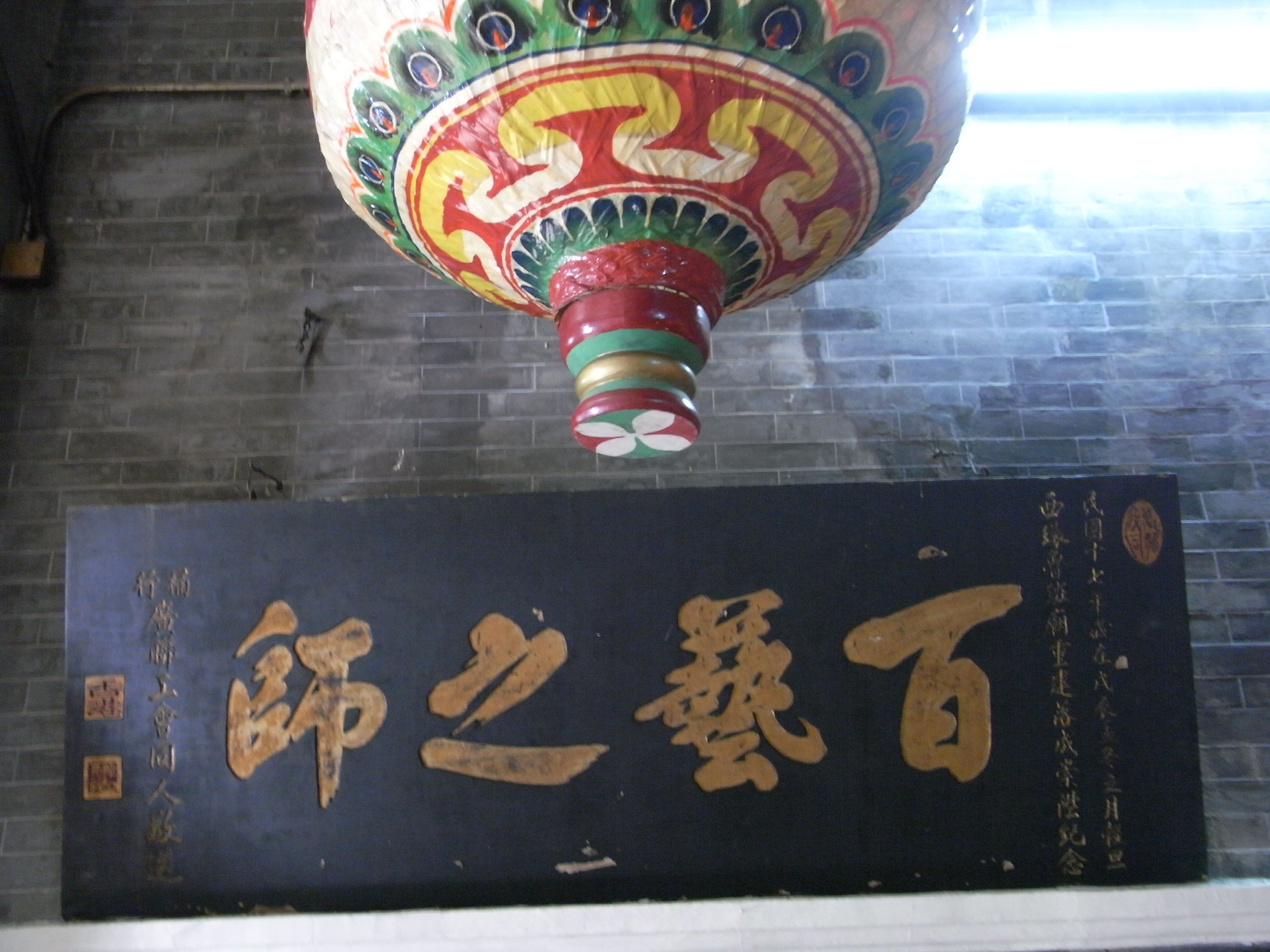
Inscripción en escritura semicursiva en el templo de Lo Pan en Kennedy Town, Hong Kong

La escritura semicursiva se desarrolló al final del período Han como una escritura informal, más simplificada que la escritura clerical oficial (lìshū) pero aún bastante legible, a diferencia de la escritura conceptual (cǎoshū). Surgió a partir de la escritura clerical tardía con la influencia de la escritura conceptual. La tradición china atribuye su creación al erudito Liu Desheng (劉德 升) y al desarrollo posterior de sus discípulos Zhong Yao (鍾 繇) y Hu Zhao (胡昭), calígrafos de la corte de la Dinastía Jin Occidental.
Tuvo su auge durante el siglo IV cuando el calígrafo Wang Xizhi (303–361) lo llevó a un alto nivel. Su Prefacio a la colección de poemas compuestos en el Pabellón de las Orquídeas (353), escrito en caligrafía semicursiva y conservado a través de copias posteriores, es la obra más famosa de la caligrafía china de todos los tiempos. Se utilizaba mayoritariamente para ensayos y correspondencia privada, por lo que se la conoce principalmente través de cartas de índole privada. En el período de las seis dinastías se convirtió en un medio de expresión artística. Luego, junto a la escritura conceptual y la escritura regular (kǎishū), se clasificó entre los tres estilos básicos de caligrafía china, en los que se escribieron la mayoría de los textos caligráficos.